# Gersthofer Friedhof

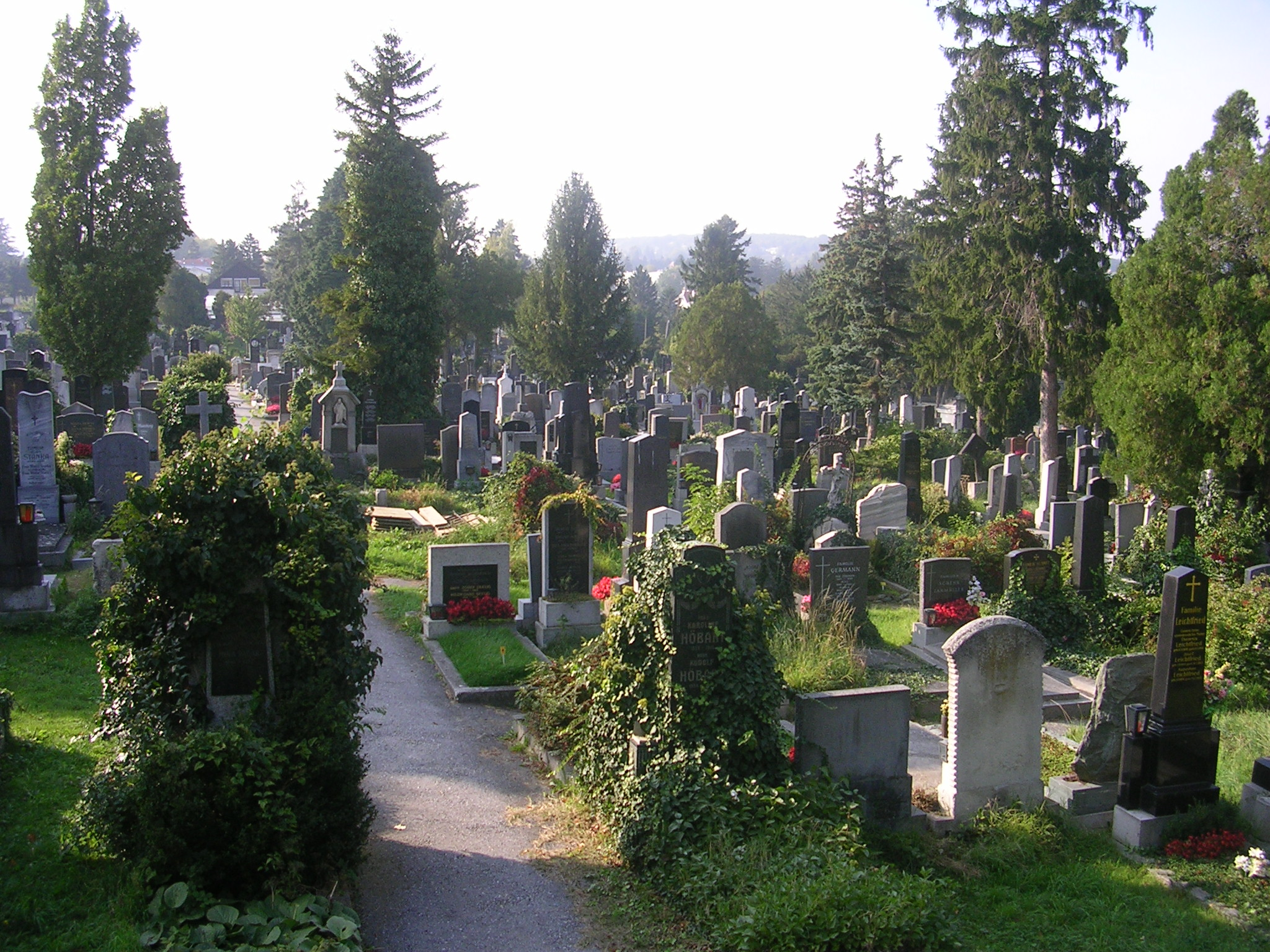
Blick vom Gersthofer Friedhof auf den Schafberg

Der Gersthofer Friedhof ist ein kommunaler Friedhof im Bezirksteil Gersthof des 18. Wiener Gemeindebezirks,  Währing.

## Lage und Größe
Der Gersthofer Friedhof liegt am Rand von Gersthof an einem Alsrücken genannten Abhang des Schafbergs. Er befindet sich an der Adresse Möhnergasse 1, direkt an der Grenze zum südlich anschließenden 17. Bezirk, Hernals. Unweit vom Eingang hat die vom Schottentor im Stadtzentrum ausgehende Straßenbahnlinie 40 ihre nordwestliche Endstation Herbeckstraße.
Das Friedhofsareal umfasst eine Fläche von 31.714 Quadratmeter mit 4.590 Grabstellen.

## Geschichte

### Erste Gersthofer Friedhöfe
Angeregt durch die Josephinischen Reformen, wurde 1785 am bergseitigen Ausgang des Dorfes Gersthof ein Friedhof errichtet. Er wurde an jener Stelle angelegt, an der heute die Messerschmidtgasse in die Gersthofer Straße einmündet. Heute befindet sich auf dem Gelände der Pfarrkindergarten.
Mitte des 18. Jahrhunderts war das Umfeld des Friedhofs bereits dicht verbaut, weshalb der Friedhof ab 1845 nicht mehr belegt werden durfte. Die Gemeinde Gersthof ließ den Friedhof auf und errichtete einen neuen Friedhof auf einem 11 Ar großen Grundstück in der nördlich des Ortes gelegenen Ried Hagenau. Das Grundstück hatte die Gemeinde von der Herrschaft Gersthof erhalten, die das Gelände am heutigen Bischof-Faber-Platz der Gemeinde gegen die Abtretung des alten Friedhofgrundstücks und die Erlaubnis zur Errichtung einer Familiengruft am neuen Friedhof überließ. Die Einfriedung des neuen Friedhofs übernahm die Gemeinde; sie wurde vorerst als Staketenzaun ausgeführt. Die Einsegnung des neuen Friedhofs wurde am 14. Jänner 1846 vorgenommen. Die Überfüllung des Friedhofs und das rasante Wachstum von Neu-Gersthof machten bereits 1877 die Sperre dieses Friedhofs nötig. Das Friedhofsgrundstück wurde nach der Eröffnung des neuen Friedhofs dem Kirchenbauverein überlassen, der darauf die Pfarrkirche Gersthof errichtete.

### Heutige Friedhofsanlage

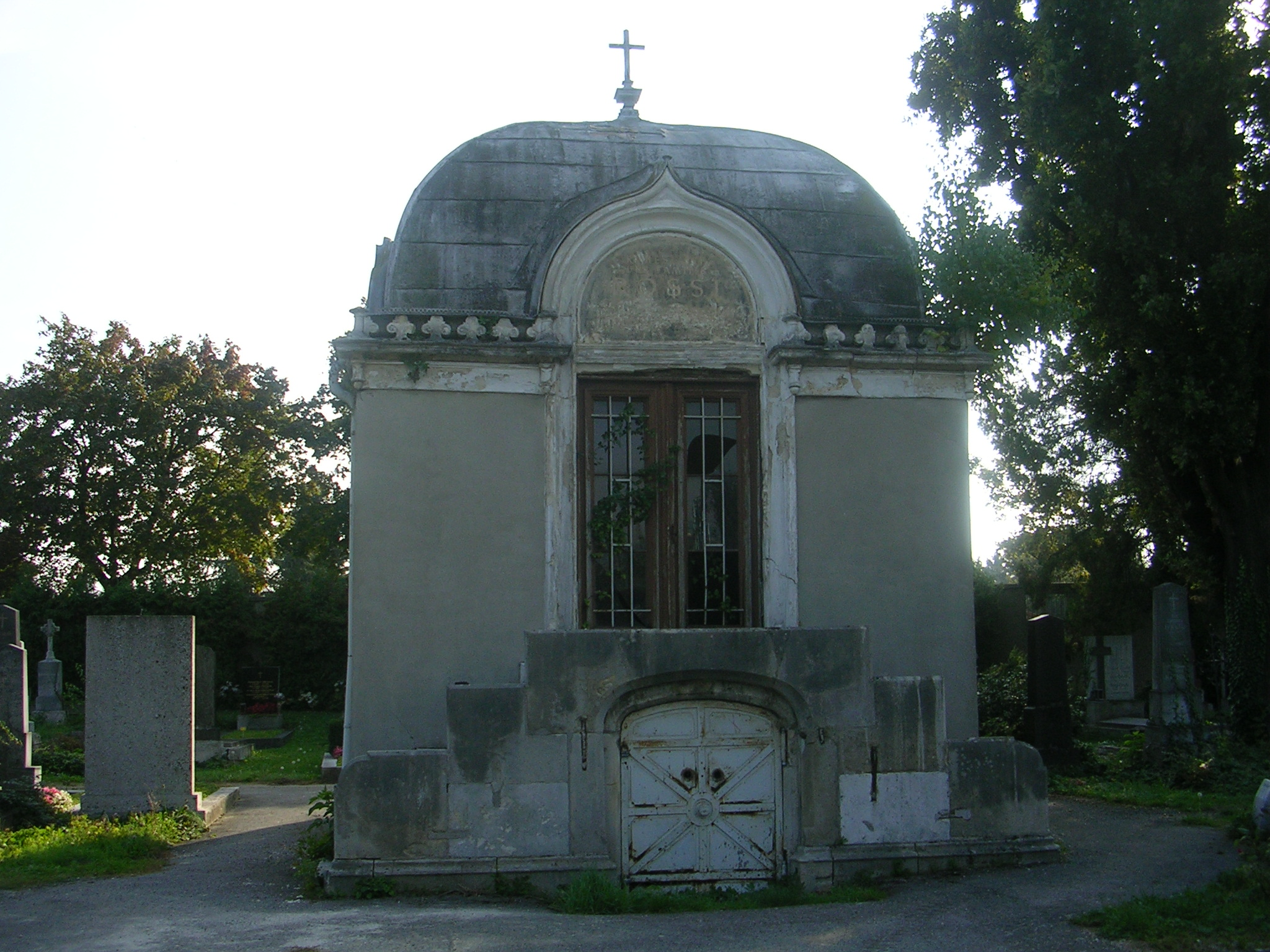
Mausoleum

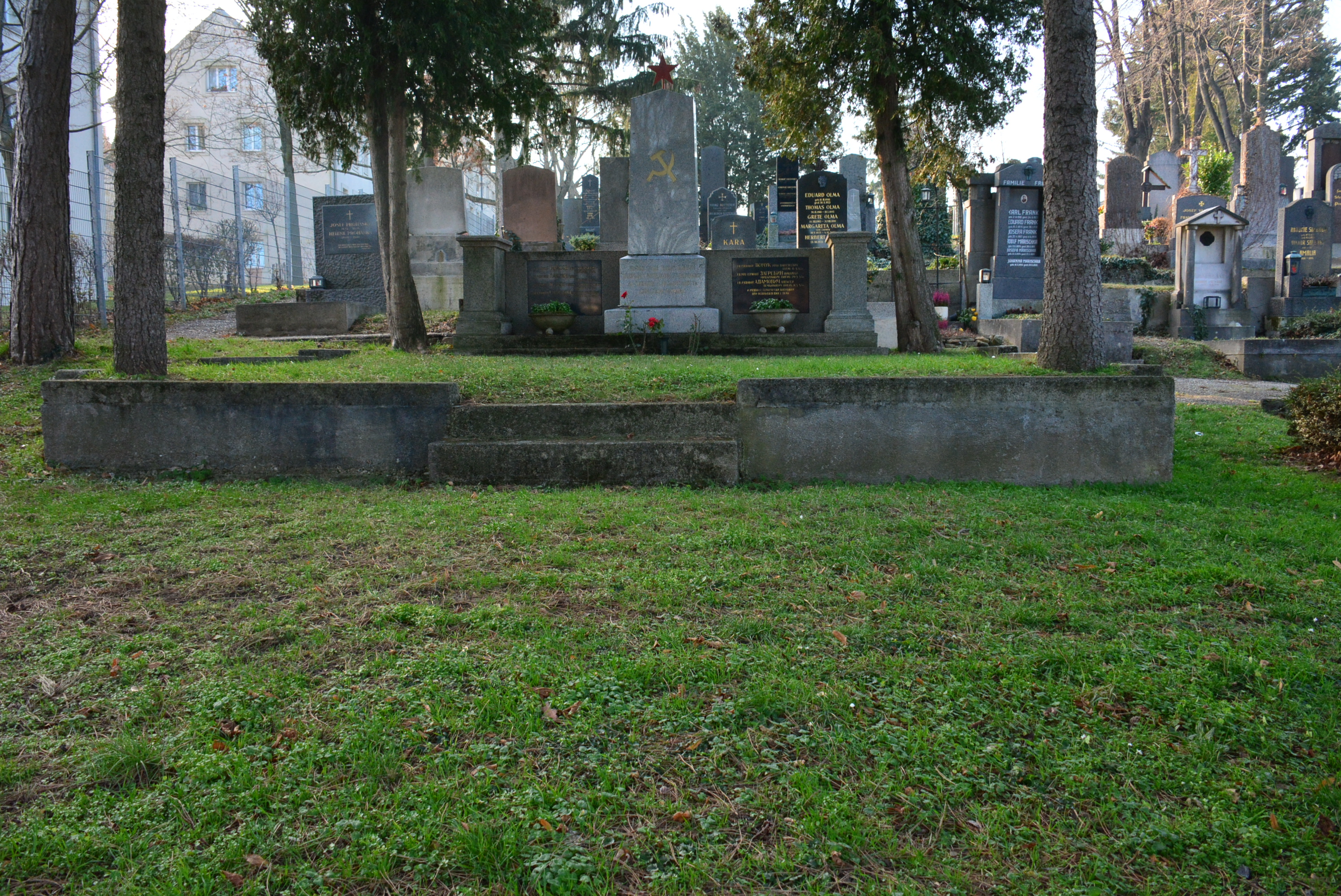
Sowjetischer Soldatenfriedhof auf dem Gersthofer Friedhof

Die letzte Neugründung des Gersthofer Friedhofs erfolgte an einem Abhang des Schafbergs, dem sogenannten Alsrücken, südwestlich des Ortes. Der Friedhof wurde am 27. Oktober 1880 eingeweiht. Die zwischen der Schließung des zweiten Friedhofs und der Eröffnung des dritten Friedhofs verstorbenen Personen mussten am nahegelegenen Hernalser Friedhof beerdigt werden. Die Leichenreste aus dem zweiten Ortsfriedhof wurden in einem Massengrab rechts vom neu errichteten Mausoleum bestattet.
1892 wurde Gersthof mit anderen Orten als 18. Bezirk, Währing, nach Wien eingemeindet. Die Zuständigkeit für den Friedhof ging damit an die Wiener Stadtverwaltung über.
Der dritte Gersthofer Friedhof wurde erstmals 1899 um eine Fläche von 20.000 Quadratmetern erweitert. Anfang des 20. Jahrhunderts wurde zudem die Errichtung eines Administrationsgebäudes sowie die Adaptierung des bestehenden Totengräberhauses genehmigt. 1903 / 1904 folgte die Errichtung einer Wartehalle, weiters wurden der Umbau des Einsegnungsraumes in eine Kapelle, die Verlegung der Eingänge zur Infektionsleichenkammer und die Anbringung eines Schutzdaches bewilligt. Die Friedhofskapelle wurde am 11. April 1907 geweiht und der Friedhof in den 1910er Jahren zwei Mal erweitert.
Nachdem 1938 die Südseite des Friedhofes zur Czartoryskigasse mit einer architektonisch gegliederten Einfriedungsmauer versehen worden war, ließ die Stadtverwaltung zwischen 1945 und 1951 die Aufbahrungshalle renovieren und Teile der Friedhofsmauer erneuern.
1952 wurde die Vergabe von neuen und heimgefallenen Gräbern gestoppt. Ein Jahr später bestimmte der Wiener Gemeinderat die Schließung des Gersthofer Friedhofs und anderer kleiner Friedhöfe bis zum Jahr 1975. 1957 genehmigte man jedoch die Neuvergabe von heimgefallenen Gräbern mit der Auflage, dass das Benützungsrecht mit Ende des Jahres 1975 erlöschen würde. Diese Neuvergabe stoppte der Gemeinderat 1965 erneut, ließ jedoch die Sperrfrist der betroffenen Friedhöfe bis Ende 1985 verlängern.
Bei einer 1980 durchgeführten Volksbefragung entschied die Mehrheit der Wähler für die Beibehaltung der von der Sperre bedrohten Friedhöfe, weshalb der Gemeinderat den Sperrbeschluss am 26. September 1980 aufhob. Nach einem 1982–1983 durchgeführten Einziehungsverfahren konnten wieder neue Gräber vergeben werden. 1983 wurde der Aufbahrungsraum nach Renovierungs- und Umbauarbeiten neu eröffnet.
Der Gersthofer Friedhof ist auch Standort eines sowjetischen Soldatenfriedhofs, der aus einem 1945 belegten Massengrab besteht. Die Zahl der hier beigesetzten Soldaten ist nicht bekannt.

## Grabstätten bedeutender Persönlichkeiten

### Ehrenhalber gewidmete Gräber
Der Gersthofer Friedhof weist acht ehrenhalber gewidmete Gräber auf.
| Name                                    | Lebensdaten | Tätigkeit                                        |
| --------------------------------------- | ----------- | ------------------------------------------------ |
| Emil Karl Blümel                        | 1881–1925   | Schriftsteller, Kulturhistoriker                 |
| Gustav Gugitz                           | 1874–1964   | Kunsthistoriker, Heimatforscher und Volkskundler |
| Ludwig Hirsch                           | 1946–2011   | Liedermacher und Schauspieler                    |
| Wilhelm Pollauf                         | 1878–1916   | Reichsratsabgeordneter                           |
| Walter Strzygowski                      | 1908–1970   | Geograf                                          |
| Theodor Taube                           | 1840–1904   | Schriftsteller                                   |
| Franz Vogl                              | 1861–1921   | Bildhauer                                        |
| Theodor Windbrechtinger („Turl Wiener“) | 1875–1971   | Volksschauspieler und Komiker                    |

### Gräber weiterer Persönlichkeiten

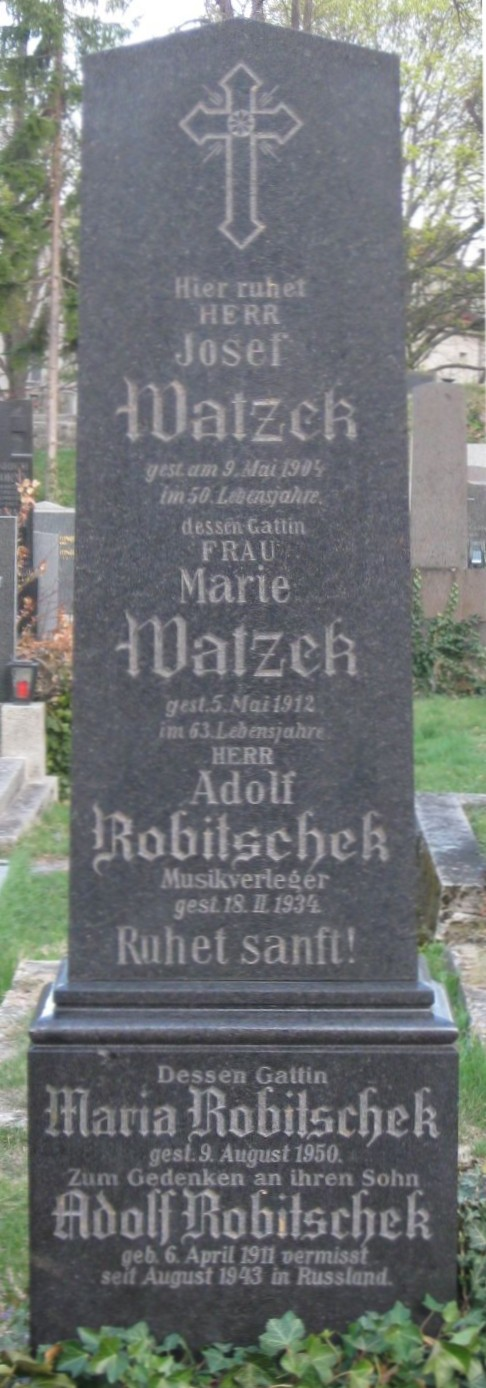
Grabmal Adolf Robitschek

Weitere Persönlichkeiten, die am Gersthofer Friedhof begraben sind:
| Name                       | Lebensdaten | Tätigkeit                                                           |
| -------------------------- | ----------- | ------------------------------------------------------------------- |
| Franz Ackerl               | 1901–1988   | Geodät                                                              |
| Arthur Agstner             | 1922–1991   | Diplomat                                                            |
| Josef Argauer              | 1910–2004   | Fußballspieler und -trainer                                         |
| Eduard Bertel              | 1856–1923   | Schauspieler                                                        |
| Josef Breitner             | 1864–1930   | Bildhauer (Grab aufgelassen)                                        |
| Josef Bock                 | 1883–1966   | Bildhauer                                                           |
| Otto Bolesch               | 1918–2005   | Schauspieler                                                        |
| Ludwig Castagna            | 1867–1944   | Mechaniker und Erfinder                                             |
| Joseph Deckert             | 1843–1901   | Pfarrer (Grab aufgelassen)                                          |
| Gernot Eder                | 1929–2000   | Physiker                                                            |
| Hans W. Fasching           | 1923–2009   | Jurist                                                              |
| Anton Fellner              | 1927–1997   | Journalist                                                          |
| Michael Fellner            | 1841–1912   | Architekt                                                           |
| Heinrich Fuchs             | 1923–2000   | Kunstlexikograph                                                    |
| Hansi Führer               | 1879–1955   | Volkssängerin                                                       |
| Fritz Fuhrich              | 1937–2005   | Theaterwissenschaftler                                              |
| Adolf Holl                 | 1930–2020   | Theologe                                                            |
| Anton von Kenner           | 1871–1951   | Maler                                                               |
| Arthur Klauser             | 1889–1959   | Polizeipräsident                                                    |
| Edith Kristan-Tollmann     | 1934–1995   | Geologin und Paläontologin                                          |
| Robert Löffler             | 1931–2016   | Journalist                                                          |
| Otto Lutz                  | 1869–1947   | Politiker                                                           |
| Albert von Margutti        | 1869–1940   | General und Schriftsteller                                          |
| Leo Navratil               | 1921–2006   | Psychiater                                                          |
| Franz Odehnal              | 1870–1928   | Politiker                                                           |
| Ernst Plischke             | 1903–1992   | Architekt                                                           |
| Josef Recht                | 1871–1927   | Schauspieler und Sänger                                             |
| Christoph Reisser          | 1836–1892   | Buchdrucker                                                         |
| Maximilian Ronge           | 1874–1953   | Oberst der österreichisch-ungarischen Armee                         |
| Adolf Robitschek           | 1853–1934   | Musikverleger                                                       |
| Johannes Michael Schnarrer | 1965–2008   | Sozialethiker                                                       |
| Josef Schneeweiß           | 1913–1995   | Widerstandskämpfer                                                  |
| Josef Shaked               | 1929–2021   | Psychoanalytiker                                                    |
| Alexander Tollmann         | 1928–2007   | Geologe und Politiker                                               |
| Lore Trenkler              | 1914–2002   | Köchin                                                              |
| Eva Twaroch                | 1963–2018   | Journalistin, Auslandskorrespondentin                               |
| Paul Twaroch               | 1932–2021   | Jurist und Journalist                                               |
| Emil Vetter                | 1878–1963   | Sprachwissenschaftler                                               |
| Johanna von Trapp          | 1919–1994   | Sängerin                                                            |
| Josef „Joschi“ Weidinger   | 1923–2002   | Box-Europameister                                                   |
| Edmund Wengraf             | 1860–1933   | Erzähler, Lyriker und Essayist, Präsident des Presseclubs Concordia |
| Josef Weninger             | 1886–1959   | Anthropologe und Hochschullehrer                                    |
| Margarete Weninger         | 1896–1987   | Anthropologin und Humangenetikerin                                  |
| Ernst Florian Winter       | 1923–2014   | Historiker                                                          |
| Ernst Karl Winter          | 1895–1959   | Soziologe                                                           |
| Karl Wurmb                 | 1850–1907   | Eisenbahnbauingenieur                                               |